# 일반상대론의 수학적 형식화
일반상대론의 수학적 형식화는 일반상대론의 엄밀한 수학적 모형을 구축하는 응용수학 또는 수리 물리학의 한 분야다. 독일 수학자 헤르만 민코프스키는 1908년에 시간과 위치가 통합되어 있고 유클리드 기하학이 아닌 새로운 기하학을 가진 4차원 기하학 공간인 민코프스키 공간을 도입하고 이 공간을 이용해 관성계의 상대론인 특수 상대론에 적합한 시공간을 수학적 형식화 하였다. 이를 민코프스키 시공간이라 한다. 이후, 비관성계를 포함하도록 발전된 일반상대론은 기본적으로 준 리만 기하학(semi-Riemannian geometry)을 기반으로 수학적 형식화 된다. 이때 시공간의 총 차원의 수 또는 시간 차원의 수를 다양하게 둘 수 있지만, 현재 관찰된 우리 우주의 시공간을 묘사하는 적절한 다양체는 부호 {\displaystyle (+++-)}인 계량이 주어진 3+1차원 준 리만 다양체이다. 이를 로런츠  다양체(Lorentz manifold)라고 한다. 스위스 수학자 마르셀 그로스만은 아인슈타인에게 중력에 대한 아이디어를 듣고 이는 준 리만 기하학을 통해 잘 설명 될 수 있음을 알았다. 그리고 1913년과 1914년에 두 사람은 이를 알리는 공동 논문을 발표하였다. 이후 엘리 카르탕, 다비트 힐베르트, 로저 펜로즈, 싱퉁 야우, 클라이너만(Klainerman) 등 여러 수학자들이 일반 상대론의 수학적 형식화를 연구하였다.

## 본문

### 시공간의 수학적 모형

#### 기본 사항
특수 상대성이론에서 다루는 관성계인 시공간은 민코프스키 공간으로 수학적 형식화 된다. 민코프스키 공간은 선형 공간 {\displaystyle \mathbb {R} ^{4}}에 특정한 쌍선형 형식 {\displaystyle g={\text{diag}}(-1,1,1,1)}가 주어진 공간 {\displaystyle (\mathbb {R} ^{4},g)}이다. 계량으로 표현하면 다음과 같다:
{\displaystyle ds^{2}=-dx_{0}^{2}+dx_{1}^{2}+dx_{2}^{2}+dx_{3}^{2}.}
민코프스키 공간은 준 리만 기하학적 관점에서 곡률이 0인, 이른바 평평한 로런츠 다양체다. 중력의 요인이 존재하는 비 관성계인 시공간은 일반적인 부호 {\displaystyle (-+++)} 4 차원 연결 로런츠 다양체 {\displaystyle (M,g),\;g=(g_{ij})_{i,j=0,1,2,3}}로 묘사되며, 일반적인 로런츠 다양체는 휘어진 민코프스키 공간 또는 국소적으로 민코프스키 공간인 다양체라고 할 수 있다. 로런츠 다양체의 접공간은 민코프스키 공간을 이룬다.

#### 시공간의 인과 구조
특수 상대론에서와 같이, 일반 상대론의 시공간에도 인과 구조를 고려하여야 한다. 로런츠 다양체의 한 점 {\displaystyle x\in (M,g)}에서 접벡터 {\displaystyle v_{x}\neq 0}에 대하여 {\displaystyle v_{x}}의 인과성은 다음과 같다:
1. {\displaystyle g_{x}(v_{x},v_{x})<0} 이면 시간꼴(timelike)
2. {\displaystyle g_{x}(v_{x},v_{x})=0} 이면 빛꼴(lightlike)
3. {\displaystyle g_{x}(v_{x},v_{x})>0} 이면 장소꼴(spacelike)

단면 {\displaystyle V}의 인과성은 다음과 같다: {\displaystyle V}의 정의역의 모든 원소 {\displaystyle x}에 대해 {\displaystyle V(x)}가 시간꼴(각각 빛꼴, 장소꼴)이면 {\displaystyle V}를 시간꼴(각각 빛꼴, 장소꼴)이라고 한다. 연결 로런츠 다양체의 부분 집합 {\displaystyle \{(x,V(x))\in TM\,|\,V\;{\text{is a timelike section}}\}}의 연결 성분이 두 개일 때, {\displaystyle (M,g)}에 시간 방향을 줄 수 있다고 한다. 이 두 연결 성분을 각각 과거와 미래로 정하여 {\displaystyle (M,g)}의 시간 방향을 정한다. 어떤 곡선 {\displaystyle \gamma :I\rightarrow M}의 모든 접벡터가 장소꼴이 아닐 때 이 곡선을 인과적 곡선이라고 한다.

#### 시공간의 수학적 모형
향을 줄 수 있고(orientable), 시간 방향을 줄 수 있고, 레비-치비타 접속이 주어진 부호{\displaystyle (-+++)} 4차원 연결 로런츠 다양체를 시공간이라고 한다. 두 시공간 사이에 향과 시간 방향을 보존하는 등장 사상이 존재하면 두 로런츠 다양체는 일반상대론적으로 동치다. 뫼비우스의 띠나 클라인 병 같은 향을 줄 수 없는(non-orientable) 다양체로 묘사되는 시공간에서는 대역적인 전하의 정의가 사라진다. 시간 방향을 줄 수 없는 경우, 과거, 현재, 미래를 잘 정의 할 수 없다. 연결이 아닌 경우 다중 우주로 해석될 여지가 있으며, 다른 연결 성분끼리 상호작용을 고려할 수 있는지 없는지 등이 모호하다. 레비-치비타 접속이 아닌 다른 접속을 주고 연구 할 수 있지만, 굉장히 다른 이론이 될 수 있다. 예를 들어, 카르탕 스핀 접속을 부여하면, 스핀을 가진 입자를 포함하여 묘사 하는 아인슈타인-카르탕 이론이 된다.

#### 대역적 쌍곡 시공간
인과적 역설(逆說, parodox)를 피하기 위해, 시공간에 추가적인 조건을 부여하기도 한다. 인과적 역설을 일으키는 대표적인 원인은 닫힌 인과적 곡선이다. 닫힌 인과적 곡선을 포함하는 대표적인 예에는 웜홀이나 수학자 쿠르트 괴델이 찾은 괴델 해가 있다. 닫힌 인과적 곡선은 일반상대론을 어기지 않는 과거로의 시간 여행으로 해석 될 수 있으며, 할아버지 역설을 일으킨다.  물리학에선, 어떤 시점들의 집합을 정한 다음, 그 시점들이 운동 방정식에 의해 어떻게 움직이는지 관찰한다. 일반상대론에서는 코시 초평면(Cauchy hypersurface)이라는 시점들의 집합을 정의 한다. 주어진 시공간 {\displaystyle M}의 계량을  {\displaystyle M}의 초평면 {\displaystyle S}로 제한했을 때, {\displaystyle S}에서 정의된 유클리드 계량과 같다면, {\displaystyle S}를 장소꼴(spacelike) 초평면 이라고 한다.이 때, {\displaystyle S}의 가까운 두 점은 장소꼴로 분리 되어있다(spacelike separated). 시공간 {\displaystyle M}의 부분 집합 {\displaystyle S}의 임의의 서로 다른 두 점에 대해, 두 점을 잇는 시간꼴 곡선이 {\displaystyle M}에 존재하지 않는 경우, {\displaystyle S}를 achronal이라고 한다. 이 때, {\displaystyle S}의 임의의 두 점은 서로 일반상대론적으로 영향을 주고 받을 수 없다. 마지막으로, 인과적 경로 {\displaystyle \gamma }를 포함하면서 {\displaystyle \gamma }와 다른 인과적 경로가 존재하지 않는 경우, {\displaystyle \gamma }를 연장 할 수 없는 인과적 경로라고 한다. 이제, 코시 초평면은 다음과 같이 정의한다: 시공간 {\displaystyle M}의 부분 집합 {\displaystyle S}가 achronal spacelike hypersurface이면서, {\displaystyle \forall p\in M\setminus S} 에 대하여, {\displaystyle p}를 지나는 모든 인과적 경로 {\displaystyle \gamma }에 대해 {\displaystyle \gamma \cap S\neq \emptyset }일 때, {\displaystyle S}를 코시 초평면라고 한다. 코시 초평면을 가진 시공간 {\displaystyle M}을 대역적 쌍곡 시공간이라고 한다. 대역적 쌍곡 시공간에는 닫힌 인과적 곡선이 존재하지 않아서 인과적 역설을 피할 수 있다.

### 자유 낙하하는 입자의 움직임
시공간 {\displaystyle (M,g)}에서 자유 낙하하는 입자는 {\displaystyle (M,g)}의 인과적 측지선을 따라 움직인다. 측지선은 매끄러운 다양체에 주어진 접속에 의해 정해진다. 즉, 측지선은 계량과 무관하게 정의되는 미분위상수학적 대상이다. 그러나, 준-리만 다양체 {\displaystyle (M,g)}에서는 주어진 계량 {\displaystyle g}와 연관된 특별한 접속인 레비-치비타 접속이 주어져 있다. 레비-치비타 접속은 주어진 계량을 보존하고 비틀림이 없는 접속이다. 그러면, 레비-치비타 접속의 크리스토펠 기호 {\displaystyle \Gamma _{bc}^{a}}은 주어진 계량 {\displaystyle g}로부터 다음과 같이 계산 될 수 있다:
{\displaystyle \Gamma _{bc}^{a}={\frac {1}{2}}\sum _{d}g^{ad}(\partial _{c}g_{bd}+\partial _{b}g_{dc}-\partial _{d}g_{bc}).}
크리스토펠 기호 {\displaystyle \Gamma _{bc}^{a}}로 표현되는 레비치비타 접속 {\displaystyle \nabla }에 대한 측지선 {\displaystyle \gamma }는 {\displaystyle \nabla _{\gamma '}\gamma '=0}가 성립하는 {\displaystyle M}위의 곡선이다. 이와 별도로, 일반상대론에서는,, 시점 {\displaystyle p}과 종점 {\displaystyle q}을 정한 뒤 그 둘을 잇는 모든 인과적 곡선들 가운데 그 곡선의 고유 시간을 극대화하는 곡선을 측지선으로 정의한다. 이런 정의가 잘 정의되는지 확실히 해야 한다. 이는 다음과 같이 이뤄진다: 두 점을 잇는 모든 인과적 곡선들의 공간 {\displaystyle D_{p}^{q}}를 일반화된 민코프스키 다이아몬드라고 한다. 그러면 {\displaystyle D_{p}^{q}}는 콤팩트 공간이며, 곡선의 고유 시간은 {\displaystyle \tau :D_{p}^{q}\rightarrow [0,\infty )}인 함수로 볼 수 있다. 이 함수는 upper semi-continuous이며, 이로부터, 시점과 종점을 잇는 인과적 곡선들 가운데 고유 시간을 극대화하는 곡선이 존재함을 보일 수 있다.

## 참고 문헌
- Sachs, R. K. Wu, H.-H (2012) General relativity for mathematicians, Volum 48, Springer
- Witten, E. (2020) Light Rays, Singularities, and All That, arXiv:1901.03928v5
- 시공간의 수학적 형식화와 중력장 방정식 네이버 블로그

## 같이 보기
일반상대성이론
준 리만 다양체
아인슈타인-카르탕 이론